# 丹巴党岭风景区
丹巴党岭风景区是康巴藏区的著名风景区之一，位于中国四川省丹巴县丹东镇境内，党岭村附近。
边耳乡党岭村：31°4′29.92″N 101°24′24.94″E / 31.0749778°N 101.4069278°E。

## 交通
公路是几乎唯一的交通工具，从丹巴县城至党岭村要走约60公里，路途非常难走，仅越野车可过，需行驶3小时。